# 蒲原副半節魴鮄
蒲原副半節魴鮄，為輻鰭魚綱鮋形目牛尾魚亞目黃魴鮄科的其中一種，分布於中西太平洋的菲律賓海域，棲息深度可達285公尺，體長可達11.5公分，為深海底棲性魚類，屬肉食性，生活在大陸棚及大陸坡。

## 擴展閱讀
維基物種上的相關：蒲原副半節魴鮄